# La Font de la Figuera
La Font de la Figuera (in spagnolo: Fuente la Higuera, letteralmente "Fonte del Fico") è un comune spagnolo di 2 067 abitanti (2017) situato nella comunità autonoma Valenciana.